# Tantal(IV)-iodid
Tantal(IV)-iodid ist eine anorganische chemische Verbindung des Tantals aus der Gruppe der Iodide.

## Gewinnung und Darstellung
Tantal(IV)-iodid kann durch Reaktion von Tantal(V)-iodid mit Aluminium, Magnesium oder Calcium bei 380 °C gewonnen werden. Dabei entsteht als stabiler Bodenkörper auch Ta6I14. Die Darstellung eines sehr reinen kristallisierten Tantal(IV)-iodid ist dadurch schwierig.
{\displaystyle \mathrm {3\ TaI_{5}+Al\longrightarrow 3\ TaI_{4}+AlI_{3}} }

## Eigenschaften
Tantal(IV)-iodid ist ein schwarzer Feststoff. Er besitzt eine Kristallstruktur isotyp zu der von Niob(IV)-iodid. Einkristallines Tantal(IV)-iodid wurde erstmals 2008 von Rafal Wiglusz und Gerd Meyer als Zufallsprodukt einer Umsetzung in einer Tantalampulle erhalten, die eigentlich zu dem Produkt Rb(Pr6C2)I12 führen sollte. Das Einkristall besitzt eine trikline Kristallstruktur mit der Raumgruppe P1 (Raumgruppen-Nr. 2) mit zwei Formeleinheiten pro Elementarzelle (a = 707,36 pm, b = 1064,64 pm, c = 1074,99 pm, α = 100,440°, β = 89,824° und γ = 104,392°). Die Kristallstruktur unterscheidet sich von dem anderer Übergangsmetalltetraiodide, die meist eine MI4/2I2/1-Kettenstruktur besitzen, da sie aus TaI6-Oktaedern besteht, die über eine gemeinsame Fläche zu einem Dimer verbrückt sind. Zwei solcher Dimere verbrücken über eine gemeinsame Kante zu einem Tetramer.